# Platja de Llevant (Premià de Mar)
La platja de Llevant és una platja urbana de la costa del Maresme, situada a l'est del municipi de Premià de Mar (Maresme). Limita al sud-oest amb el port de Premià i al nord-est amb la platja de Ponent, del municipi de Vilassar de Mar, a l'alçada del torrent de les Tartanes. Orientada al sud-sud-est, té una longitud de 690 metres i una amplada mitjana de 130 metres, formada per sorra gruixuda, amb un pendent d'entrada a l'aigua molt fort. Disposa de servei de vigilància, un punt de la Creu Roja, quioscos, passarel·les que permeten un accés fàcil a persones amb mobilitat reduïda i zones d'oci. S'hi arriba, a peu o en vehicle, a través d'un pas subterrani sota la carretera N-2 i la via del tren, des de la població de Premià de Mar. A la platja hi ha les instal·lacions de l'Escola de Vela i Mar Cercleaventura-Nàutic Premià.
L'Agència Catalana de l'Aigua efectua un control quinzenal de la qualitat de l'aigua, durant la temporada de bany, amb el resultat d'excel·lent.
Disposa d'una zona habilitada per a gossos, de 1.200 m², que juntament amb els 1.200 m² de la veïna platja de Ponent, de Vilassar de Mar. formen un espai per a gossos de 2.400 m².